# Фандера Олег Якович
Олег Якович Фандера (19 лютого 1934, Городок, Хмельницька область, УРСР, СРСР — 28 червня 2002, Уссурійськ, Росія) — радянський та російський актор театру і кіно. Заслужений артист РРФСР (18.10.1982).

## Життєпис
Олег Фандера народився 19 лютого 1934 року, був наполовину українцем, наполовину циганом. Батько — учасник Великої Вітчизняної війни Яків Ілліч Фандера (1909-?). У 1960-х роках грав у Одеському драматичному театрі. У середині 1960-х роках знімався у кіно. В 1966 році припинив зніматися в кіно і переїхав до Уссурійська, а потім до Хабаровська. Працював у Драматичному театрі Червонопрапорного Далекосхідного військового округу (КДВО) в Уссурійську.
Помер 28 червня 2002 року на 69-у році життя, похований на міському цвинтарі Уссурійська.

## Родина
- Донька — актриса Оксана Фандера (нар. 1967).

## Фільмографія
1. 1964 — Дочка Стратіона — партизан
2. 1964 — Наш чесний хліб — Олександр Макарович Задорожний, син Макара
3. 1964 — Царі — епізод
4. 1965 — Ескадра повертає на захід — французький матрос
5. 1965 — Комеск — пілот
6. 1967 — Тиха Одеса — епізод
7. 1967 — Циган — епізод (немає в титрах)

## Озвучування
- 1964 — Замерзлі блискавки (нім. Die Gefrorenen blitze; НДР)